# Ophiothamnus
Ophiothamnus is een geslacht van slangsterren uit de familie Ophiacanthidae. De wetenschappelijke naam van het geslacht werd in 1869 voorgesteld door Theodore Lyman. In de protoloog plaatste Lyman slechts de soort Ophiothamnus vicarius in het geslacht, waarmee die automatisch de typesoort werd.

## Soorten
- Ophiothamnus affinis Ljungman, 1872
- Ophiothamnus biocal O'Hara & Stöhr, 2006
- Ophiothamnus chariis H.L. Clark, 1915
- Ophiothamnus dupla Tommasi, 1976
- Ophiothamnus habrotatus (H.L. Clark, 1911)
- Ophiothamnus longibrachius H.L. Clark, 1939
- Ophiothamnus otho A.H. Clark, 1949
- Ophiothamnus remotus Lyman, 1878
- Ophiothamnus venustus Matsumoto, 1915
- Ophiothamnus vicarius Lyman, 1869